# Gregor Brück

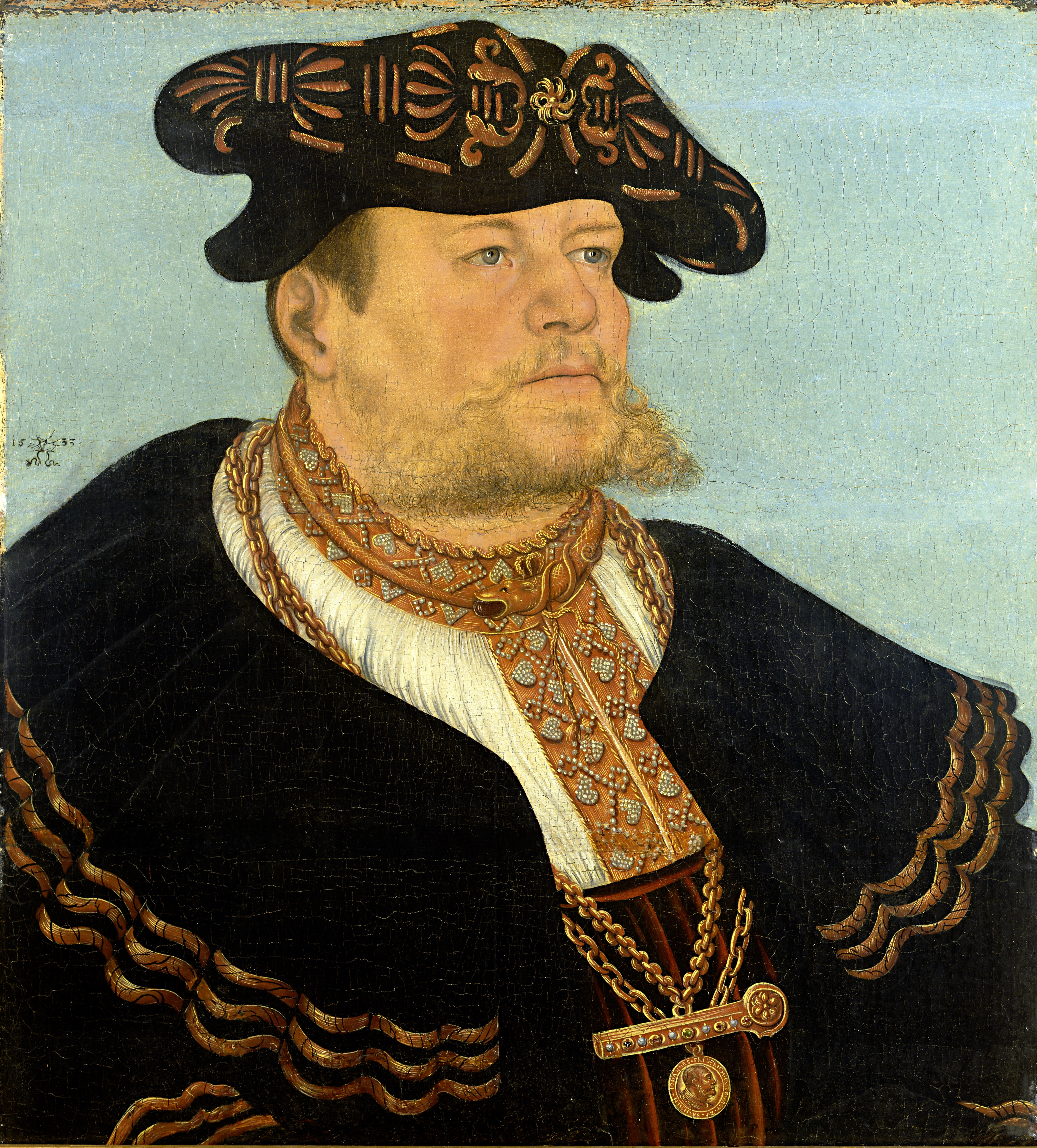
Gregor Brück

Gregor Brück (właściwie Gregorius Heinse, Henisch, Heincz, znany również jako Pontanus, ur. ok. 1484 w Brück, zm. 15 lutego 1557 w Jenie) – niemiecki prawnik i urzędnik, działacz reformacyjny.
Gregor Brück studiował w Wittenberdze i Frankfurcie nad Odrą. Zdobył sławę jako sekretarz i przedstawiciel prawnika Henniga Göde, tak, że nawet książęta zasięgali u niego rady. Elektor saski Fryderyk III Mądry zaprosił go na swój dwór, i wydaje się, że przejął funkcję zmarłego w 1519 roku kanclerza Degenharda Pfeffingera. Zainteresował się naukami Marcina Lutra i zapewne miał wpływ na decyzję księcia w kwestiach religijnych. Jego zdolności znacząco pomogły sprawie reformacji. Zainicjował powstanie Konfesji Augsburskiej, uczestniczył w pracach nad nią, napisał wstęp do niej, doprowadził do jej publicznego odczytania i w imieniu stanów ewangelickich przekazał jej kopię cesarzowi. Jego zdolności były doceniane także przez przeciwników i próbowano przeciągnąć go na stronę katolicką, jednak bez powodzenia. Opisał przebieg sejmu w Augsburgu; jego opis został opublikowany po raz pierwszy w Archiv für die Geschichte der kirchlichen Reformation (Halle, 1831). Był saskim negocjatorem podczas rozmów z dworem saskim dotyczących przyszłego małżeństwa księcia wołogoskiego Filipa I z Marią, córką i siostrą elektorów saskich. To Brück był pośrednikiem (po stronie saskiej) w sprawie wykonania konterfektu przyszłej panny młodej, i to on przekazał ten nieistniejący współcześnie portret pędzla Lucasa Cranacha swojemu odpowiednikowi po stronie pomorskiej Janowi Bugenhagenowi. Następnie wraz z nim zaaranżował „obejrzenie” księżniczki, na które nalegał przyszły pan młody. Ślub w Torgau odbył się w lutym 1536. Uczestniczył we wszystkich sejmach odbywających się za jego życia i przyczynił się do konsolidacji Kościoła ewangelickiego i ustanowienia stałego konsystorza. Po I wojnie szmalkaldzkiej, której był przeciwny, udał się do Weimaru i pozostał lojalnym przyjacielem uwięzionego księcia Jana Fryderyka. Ostatecznie przeniósł się do Jeny, gdzie zmarł.